# 夏和小
夏和小（日语：／ Kanako）是日本女性聲優。主要為成人遊戲配音。

## 作品

### 成人動畫
2018年
- 陪睡女友～緊緊抱著你～（熊倉夜明[1]）

2020年
- 表裏不一的優等生綾香 第1話（綾香/）

2021年
- 表裏不一的優等生綾香 第2話（綾香/）

2023年
- 第一次的人妻 第5話（緒子）

2024年
- セックスが好きで好きで大好きなクラスメイトのあの娘 第3話（新田）

2025年
- セックスが好きで好きで大好きなクラスメイトのあの娘 第4話（新田）

### 遊戲
2016年
- 遊魂2 -you're the only one-（泉戶琥珀）[2]

2017年
- 遊魂2 -After Stories-（泉戶琥珀[3]）
- 9-nine-九次九日九重色（結城希亜）[4]

2018年
- 陪睡女友～緊緊抱著你～（熊倉夜明）[5]
- RIDDLE JOKER（壬生千咲）[6]
- 9-nine- そらいろそらうたそらのおと（結城希亜）[7]
- 和你一起醒来的几种方法 （枚方初音）[8]

2019年
- 櫻、萌發。 -as the Night's, Reincarnation-（小黑）[9]
- 碎片/候鳥之夢（君原結愛）[10]
- 青夏軌跡（椎野琴音）[11]
- 9-nine-春色春戀春熙風（結城希亜）[12]
- 星光咖啡館與死神之蝶（四季夏目）[13]

2020年
- （白雪）[14]
- 獻給神明般的你（月詠）[15]
- 9-nine-雪色雪花雪之痕（結城希亜）[16]
- pieces/摇篮中的金丝雀（君原結愛）[17]

2021年
- 為我的公主獻上榮冠（諾雅・古蘭斯塔）[18]
- Happy Live Show Up!（？？？）[19]
- 為我的公主獻上榮冠 將軍的誘惑（諾雅・古蘭斯塔）

2022年
- RE:D Cherish！（ルージュ・ウェントワース）[20]
- 獻給神明般的你 Extended Edition（月詠）[21]
- AMBITIOUS MISSION[22]
- 與鯊魚共度的七日間（庫可）[23]

2023年
- 櫻之刻 －在櫻花之森下漫步-（本間心鈴）[24]
- 天使☆囂囂 RE-BOOT！（谷風天音）[25]
- Happy Live Show Up Encore!!（雅·朝日奈）[26]
- 繁花落舞戀如櫻-Re:BIRTH-（里見小玉）
- 彼方的人魚姫(橘藍魚)
- RE:D Cherish! SS ルージュのワンオペレーション（日语：RE:D Cherish!）
- （稲荷空）
- （鈴森芽衣）

2024年
- 八剱伝（八千代 大鶴 礼)
- 美少女萬華鏡異聞 雪女（ふぶき)
- （月代 零）
- （朝桐美代、朝桐千代）

### 消費者遊戲機
- 青夏軌跡（椎野琴音）
- 獻給神明般的你（月詠）

### 廣播劇
- 遊魂2 -you're the only one-（泉戶琥珀）廣播劇CD 
- 9-nine-系列（結城希亜）
  - 9-nine-天色天歌天籟音 廣播劇CD
  - 9-nine-九次九日九重色 廣播劇CD
  - 9-nine-春色春戀春熙風 廣播劇CD
  - 9-nine-雪色雪花雪之痕
    - 廣播劇CD「」
    - 廣播劇CD「」
    - 廣播劇CD「」

  - 9-nine-Premium Sound Record 廣播劇CD
- 陪睡女友～緊緊抱著你～（熊倉夜明）廣播劇CD
- RIDDLE JOKER（壬生千咲）
  - 原創廣播劇CD
- 星光咖啡館與死神之蝶（四季夏目）原創廣播劇CD
- RE:D Cherish!（ルージュ・ウェントワース）
  - 「ドキッ!少し過激な人生ゲーム？」
  - 「夏だ！海だ！肝試しだ？！」
  - 「伝説のスパイスを求めて」
- 獻給神明般的你 Extended Edition（月詠）
  - 廣播劇CD
  - 廣播劇CD